# Charles Albright (Mörder)
Charles Frederick Albright (* 10. August 1933; † 22. August 2020) war ein US-amerikanischer Mörder und diagnostizierter Psychopath aus Dallas, Texas, der für schuldig befunden wurde, 1991 eine Frau und vermutlich zwei weitere getötet zu haben. Er war in der psychiatrischen Abteilung von John Montford in Lubbock inhaftiert. Als Berufsverbrecher war Albright bereits zuvor für andere Straftaten in Haft gewesen.

## Leben
Charles Albright wurde von Delle und Fred Albright aus einem Waisenhaus adoptiert. Seine Adoptivmutter, eine Lehrerin, war sehr streng und übervorsichtig. Sie beschleunigte seine Ausbildung und half ihm, zwei Stufen zu überspringen. Als er als Teenager seine erste Waffe bekam, tötete er mit ihr kleine Tiere. Seine Mutter half ihm wegen seines Interesses, ein Präparator zu werden, dabei, sie auszustopfen. Im Alter von 13 Jahren stahl er bereits und wurde wegen schwerer Körperverletzung verhaftet. Mit 15 Jahren schloss er sein Abitur ab und schrieb sich an der North Texas University ein. Er äußerte Interesse an einer Ausbildung zum Arzt und Chirurgen. Er absolvierte ein Pre-Med-Training, konnte es jedoch nicht abschließen. Im Alter von 16 Jahren erwischte ihn die Polizei mit gestohlenem Kleingeld, zwei Handfeuerwaffen und einem Gewehr. Er verbrachte ein Jahr im Gefängnis.
Nach seiner Entlassung aus dem Gefängnis besuchte er das Arkansas State Teachers College und studierte Medizin. Nachdem er mit gestohlenen Gegenständen erwischt worden war, wurde er vom College suspendiert.
Albright stahl Dokumente, fälschte Unterschriften und gab sich fiktive Bachelor- und Masterabschlüsse. Er heiratete seine College-Freundin, mit der er eine Tochter bekam. Im Jahr 1965 trennte sich seine Frau von ihm und ließ sich 1974 von ihm scheiden.
Er wurde dabei erwischt, wie er Waren im Wert von mehreren hundert Dollar aus einem Baumarkt stahl, und erhielt eine zweijährige Haftstrafe. Nach weniger als sechs Monaten wurde er jedoch bereits wieder entlassen.
Während dieser Zeit begann er, sich mit Nachbarn anzufreunden und ihr Vertrauen zu gewinnen. Er wurde sogar von Anwohnern gebeten, ihre Kinder zu babysitten.
Als er 1981 Freunde besuchte, belästigte er deren 9-jährige Tochter sexuell. Er wurde verhaftet, schuldig gesprochen und erhielt eine Bewährungsstrafe. Er behauptete später, er sei unschuldig gewesen, hätte sich aber schuldig erklärt, um einen Streit zu vermeiden.
Im Jahr 1984 bewarb er sich um einen Führungsposten der Pfadfinder von Amerika, wurde jedoch abgelehnt.
1985 lernte Albright in Arkansas eine Frau namens Dixie kennen. Er lud sie ein, mit ihm zu leben. Bald zahlte sie seine Rechnungen und unterstützte ihn. Er lieferte am frühen Morgen Zeitungen aus, offenbar um Prostituierte zu besuchen, ohne den Verdacht seiner Lebensgefährtin zu erregen.

## Mutmaßliche Opfer
Mary Lou Pratt
Am 13. Dezember 1990 wurde Mary Lou Pratt, eine 33-jährige, bekannte Sexarbeiterin, im Viertel Oak Cliff von Dallas tot aufgefunden. Sie war halbnackt. Ihr wurde mit einem Revolver vom Kaliber .44 in den Hinterkopf geschossen und sie wurde schwer verprügelt. Der Gerichtsmediziner berichtete, dass der Mörder beide Augen mit chirurgischer Präzision entfernt und mitgenommen hatte.
Susan Beth Peterson
Am 10. Februar 1991 wurde
Susan Beth Peterson, eine 27-jährige kaukasische Prostituierte, in der gleichen Straße wie Mary Pratt aufgefunden. Sie war fast nackt und wies drei Einschusslöcher auf: im Kopf, in ihrer linken Brust und im Hinterkopf. Der Gerichtsmediziner stellte fest, dass ihre Augen ebenfalls entfernt worden waren. Zu diesem Zeitpunkt erkannten die Ermittler, dass es sich um einen Serientäter handeln musste.
Shirley Williams
Am 10. März 1991 wurde Shirley Williams, eine afroamerikanische Prostituierte, in der Nähe einer Grundschule tot aufgefunden. Eine Kellnerin fand ihren nackten Körper gegen einen Bordstein gelehnt. Ihre Augen waren entfernt worden, genau wie bei den beiden vorherigen Opfern. Sie hatte Gesichtsquetschungen, eine gebrochene Nase und ihr war ins Gesicht und durch die Oberseite ihres Kopfes geschossen worden.

## Verhaftung
Am 23. März 1991 wurde Charles Albright verhaftet und wegen Mordes in drei Fällen angeklagt. Der Prozess begann am 13. Dezember 1991. Albrights Haare wurden am Fundort der Leiche von Shirley Williams entdeckt.
Am 18. Dezember 1991 wurde Albright des Mordes an Shirley Williams für schuldig befunden, jedoch nicht des Mordes an den anderen Opfern.
Charles Albright starb am 22. August 2020 in einem Gefängniskrankenhaus in Lubbock, Texas.

## Medien
Der Texas Monthly-Artikel „See No Evil“ vom Mai 1993 beschäftigte sich mit der Frage „Wie wird ein perfekter Gentleman zu einem bösartigen Mörder?“. The Eyeball Killer wurde von John Matthews, dem Polizeibeamten aus Dallas, der mit seiner Partnerin Regina Smith maßgeblich zur Identifizierung von Albright als Mörder beigetragen hat, und der Zeitungsjournalistin Christine Wicker verfasst.
Die amerikanische Dokumentarserie „Forensic Files“ enthüllt den Fall Albright in der Episode „See No Evil“, die am 14. Juni 2001 ausgestrahlt wurde (Staffel 15, Episode 2). Das Fernsehsender-Netzwerk von Home Box Office (HBO) veröffentlichte Albrights Geschichte, betitelt als „The Collector“, in der Autopsy-Serie unter Episode 5; Autopsy 5: Dead Men Do Tell Tales, ausgestrahlt 1998. Das Investigation Discovery Network berichtete von der Fahndung nach Albright in der Serie Evil, I „Eyes Are My Prize“, die am 27. August 2013 Premiere feierte.